# زيدان بن إسماعيل
أبو محمد زيدان بن إسماعيل بن الشريف (مواليد أبريل 1672م/ 1082 هـ - توفي أكتوبر 1707م/ 1119 ه‍ـ) أمير علوي مغربي، والده السلطان المولى إسماعيل.

## نسبه
هو زيدان بن إسماعيل بن الشريف بن علي بن محمد بن علي بن يوسف بن علي بن الحسن بن محمد بن الحسن الداخل بن القاسم بن محمد بن أبي القاسم بن محمد بن الحسن بن عبد الله بن محمد بن عرفة بن الحسن بن أبي بكر بن علي بن الحسن بن أحمد بن إسماعيل بن القاسم بن محمد النفس الزكية بن عبد الله الكامل بن الحسن المثنى بن الحسن بن علي بن أبي طالب بن عبدالمطلب بن هاشم.

## مسيرته
والدته هي للا عائشة مباركة البربوشية، التي كانت في البداية إحدى جواري مولاي الرشيد، شقيق السلطان إسماعيل. اشتراها المولى إسماعيل وتزوجها وصارت الأكثر حظوة ضمن أربع زوجات عندما أنجبت ابنها الأول، سمته زيدان، ولذلك باتت تلقب بالسلطانة زيدانة.
استخلفه والده السلطان إسماعيل بن الشريف على مكناس سنة 1102 هـ. وفي سنة 1111 هـ وجهه بجيش لقتال العثمانيين جهة تلمسان وعينه خليفة على فاس.
قام محمد العالم، وهو أحد أكبر أبناء السلطان علما وشأنا ونائبه على سوس، بالتمرد وسار نحو حاحا ومراكش واحتلها عام 1703م، وبعد أشهر جهز السلطان على إثرها جيشا بقيادة ابنه الأمير زيدان ومعه القائد ابراهيم بوعبدلي، وهو من أعلام قبيلة كدميوة. فقاد الأمير زيدان حملة على مراكش وتارودانت ضد أخيه الأمير الثائر. فطارده وقبض عليه في تارودانت وبعثه إلى أبيه. فعين السلطان ابنه زيدان خليفة على سوس وعاصمتها تارودانت، فثار ضد أبيه، لكنه لم ينجح في الوصول إلى السلطة، قبل أن يتوفى قتيلا في ظروف غامضة، حيث أرسل إليه والده هدايا وخمورا ونساء جميلات ليقتلنه، إذ يحكى أنه مات مخنوقا وهو يجبر على شرب الخمر بعد أن فقد الوعي سنة 1707م. وتقول روايات أنه استقر بتارودانت إلى أن توفي.
ودفن بمقبرة باب الخميس ولايزال معالم قصره بمنطقة زيدانية والمنطقة بذاتها اسمها نسبة له.

## راجع أيضا
- زيدان الصغير بن إسماعيل